# كارسون ألين
كارسون ألين (بالإنجليزية: Carson Allen)‏ هو موسيقي أمريكي، ولد في 28 يونيو 1986 في مونتانا في الولايات المتحدة.